# Bataille d'Ulrichen (1211)
Pour l'article concernant la bataille d'Ulrichen de 1419, voir Bataille d'Ulrichen (1419).

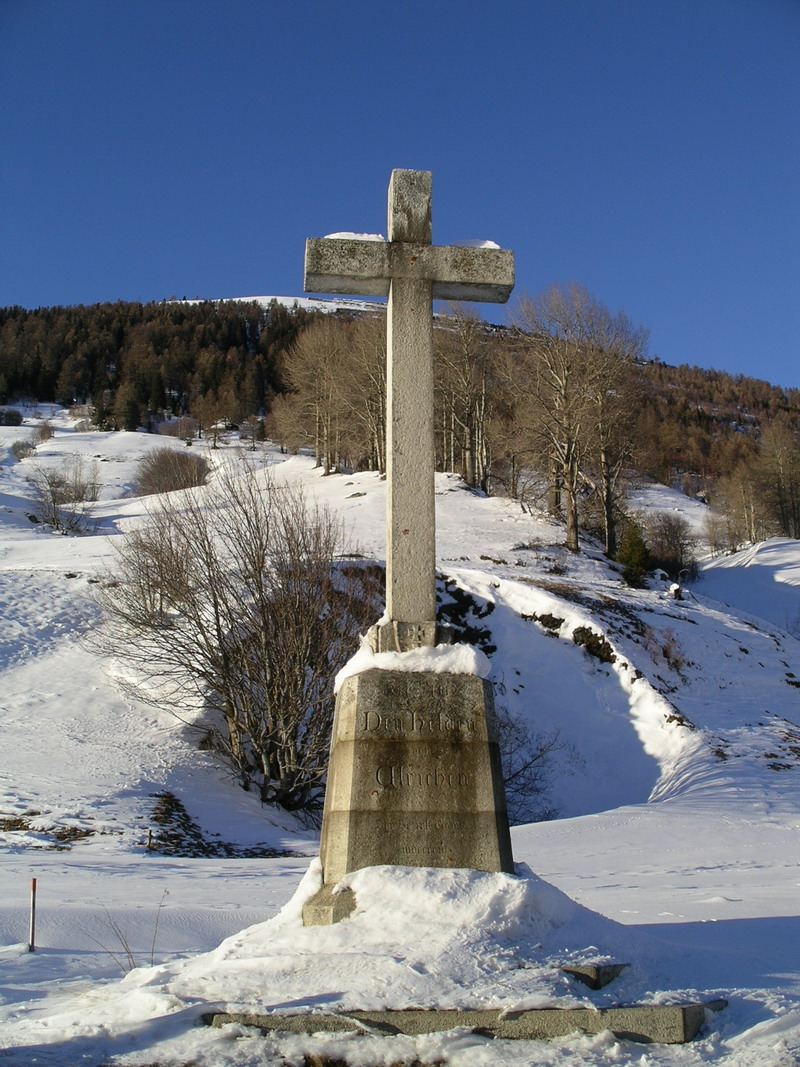
Croix dans le domaine d'Ulrichen

La bataille d'Ulrichen a opposé Bertold V de Zähringen et les Valaisans en 1211 près d'Ulrichen sur le territoire de la commune suisse d'Obergoms.

## Déroulement
Le comte Bertold V de Zähringen, ayant fondé la ville de Berne 20 ans auparavant (1191), tente de s'emparer des territoires de l'actuel Haut-Valais. Cette stratégie s'inscrit dans le conflit l'opposant à la maison de Savoie, à la tête de laquelle se trouve Thomas Ier.
Son armée, forte de 13 000 hommes, franchit péniblement le col du Grimsel en direction du Valais. Elle boute le feu aux villages de Obergesteln et d'Oberwald. Les Valaisans sous les ordres de l'évêque de Sion Landri de Mont (1206-1237) attendent l'ennemi au lieu-dit d’Oberbach non loin d'Ulrichen. Le contingent de Bertold est décimé et les 800 survivants s'enfuient en direction du Grimsel. Poursuivis par les Valaisans, puis capturés sur le col, ils sont jetés dans le Totensee (le « lac des morts ») où ils périssent noyés. 
La défaite des troupes du comte marqua la fin des tentatives d'incursion des Zähringen en Valais. Une croix en granit rappelle l'emplacement de la bataille à Ulrichen.